# Saint-Selve
Saint-Selve è un comune francese di 2 049 abitanti situato nel dipartimento della Gironda nella regione della Nuova Aquitania.

## Società

### Evoluzione demografica
Abitanti censiti